# Olax scandens
Olax scandens är en tvåhjärtbladig växtart som beskrevs av William Roxburgh. Olax scandens ingår i släktet Olax och familjen Olacaceae. Inga underarter finns listade i Catalogue of Life.